# Terminal Sangachal
La Terminal Sangachal  es un extenso complejo industrial que consta de una planta de procesamiento de gas natural y una planta de producción de petróleo.
Está localizada en la costa del mar Caspio a 45 km al sur de Bakú, Azerbaiyán.

## Descripción
La terminal es operada por un consorcio liderado por BP y es una de las más grandes instalaciones de petróleo y gas en el mundo. La terminal recibe petróleo del campo Azeri-Chirag-Guneshli y gas natural del Campo Shah Deniz. El petróleo es exportado por el oleoducto Bakú-Tiflis-Ceyhan a la costa mediterránea turca.
La producción total se espera que alcance más de 800 000 barriles diarios (127 000 m³ diarios) en 2007, y cerca de un millón de barriles diarios en 2009.
La construcción de la terminal comenzó en 1996 con el Proyecto Temprano de Petróleo y se logró empezar a exportar petróleo en octubre de 1997. Desde entonces la terminal se ha expandido para incluir los trenes petroleros de las Fases 1, 2 y 3 del campo ACG y la planta de gas Shah Deniz. Las instalaciones de la planta de producción de petróleo incluyen separadores, tanques de almacenamiento de petróleo crudo, bombas de exportación, generadores de energía de turbina de gas y un centro de control. Los tres tanques de almacenamiento tienen una capacidad de casi 880,000 barriles de petróleo cada uno.